# Sistersville
Sistersville é uma cidade localizada no estado norte-americano de Virgínia Ocidental, no Condado de Tyler.

## Demografia
Segundo o censo norte-americano de 2000, a sua população era de 1588 habitantes.
Em 2006, foi estimada uma população de 1492, um decréscimo de 96 (-6.0%).

## Geografia
De acordo com o United States Census Bureau tem uma área de
1,4 km², dos quais 1,4 km² cobertos por terra e 0,0 km² cobertos por água.

## Localidades na vizinhança
O diagrama seguinte representa as localidades num raio de 16 km ao redor de Sistersville.